# جو ريجز
جوزيف جوناثان ريجز (بالإنجليزية: Joseph Jonathan Riggs؛ مواليد 23 سبتمبر 1982) هو ملاكم الملاكمة عارية الأيادي ومُقاتل فنون قتالية مختلطة سابق أمريكي.

## وصلات خارجية
لا توجد روابط لمواقع التواصل الاجتماعي.

- جو ريجز على موقع بوكس ريك (الإنجليزية) (registration required)
- جو ريجز على موقع يو إف سي (الإنجليزية)
- جو ريجز على موقع بيلاتور (الإنجليزية)
- جو ريجز على موقع بيلاتور (الإنجليزية)
- جو ريجز على موقع شيردوغ (الإنجليزية)
- جو ريجز على موقع Tapology.com (الإنجليزية)
- جو ريجز على موقع IMDb (الإنجليزية)
- جو ريجز على موقع قاعدة بيانات الفيلم (الإنجليزية)